# 말랑카라 시리아 정교회
말랑카라 시리아 정교회(영어: Malankara Orthodox Syrian Church)는 인도 케랄라 주에 본부를 둔 오리엔트 정교회이다. 기원후 1세기경 사도 토마스가 세웠다고 전해진다.

## 기원
성 토마스는 동방에 그 메시지를 전파했다고 한다. 그는 남부 인도에서 유대인 디아스포라, 드라비다인, 자이나교인 불교도 및 인도-아리아인의 혼합된 공동체에 설교했다.
많은 경쟁 신앙에도 불구하고, 성 토마스의 신앙을 따르던 기독교인들은 16세기에 포르투갈 선교사가 도착할 때까지 신조를 유지했다. 포르투갈인은 교황의 통제 아래 라틴 교회의 계층 구조를 통해 인도 교회를 끌어들이기를 열망했으며, 여러 교구 대표는 포르투갈 식민지 세력이 교황의 권위를 인정하도록 강요받았다.
1652년 3월 시리아에서 온 고위 성직자인 아하탈라(Ahatallah)는 현재의 첸나이 근처에 도착했으며, 포르투갈 식민지 세력에 의한 그의 구금과 고문 소식은 커다란 반역을 불러 왔다. 1653년에 토마스 대교당의 지도력하에 나즈라니(Nazranis)들은 1653년 1월 3일에 코친(Cochin)에 있는 마탄체리(Mattancherry)의 성모 교회에 모였으며, 쿠넨 십자가 맹세(Coonen Cross Oath)로 알려진 맹세를 했다. 교회 안팎에 있던 촛불이 붙은 양초와 성서를 든 신자들과 교회 안의 주요 사제들은 교회 밖의 십자가에 매달려 있는 밧줄을 만져서 모두 함께 다음과 같은 맹세를 했다.
성부와 성자와 성령의 이름으로 앞으로 우리는 대주교 프란시스 가르시아와 바울주의자(성 바오로 신학교 고아 출신의 예수회 사제)에게 순종하지 않을 것이며 예수회를 말랑카라 또는 교회에 다시는 인정하지 않을 것이다.

많은 사람들이 밧줄을 들고 있기 때문에 십자가가 조금 구부러져 쿠넨(Coonen) 십자가(구부러진 십자가)의 맹세라고 알려져 있다. 그들은 적극적인 포르투갈의 국왕의 지배와 싸우고 교회의 정신적, 행정적 자율성을 회복하기를 원했다. 그리하여 1653년 5월 22일에 알랑가드(Alangad) 성 마리아 성당에서 12명의 노인 사제들이 토마스 대주교에게 손을 뻗어 대도시권으로 승격시켰고 그를 마르 토마 1세(Mar Thoma I)라고 부르기 시작했다. 그들은 라틴 교회의 침입으로부터 신앙을 지키기 위해 여러 동부 기독교 교회에 호소했다. 예루살렘의 그레고리오(Mar Gregorios)는 그와 함께 교회를 조직했다.

## 같이 보기
- 시리아 정교회
- 오리엔트 정교회
- 동방 기독교